# Дисклинация
Дисклинация (англ. disclination) — явление дислокации, вызванное нарушением осевой симметрии кристаллической решётки. Характеризуется вектором поворота. Этот тип дефекта имеет нестабильную природу, так как при его наличии возникают сильные поля напряжений вследствие смещения атомов из положения равновесия на расстояния меньше самих атомов. Различают дисклинацию кручения и клиновую дисклинацию. Клиновая дисклинация может быть как положительной, так и отрицательной. Помимо этого дисклинация может быть полной или частичной.

## История
Вопрос существования поворотных дислокаций не привлекал исследователей, поскольку из энергетических соображений казалось невероятным возникновение линейного дефекта при повороте кристаллической решётки. Данное явление было открыто в середине прошлого века британским физиком Фредериком Чарльзом Франком (F. C. Frank) в жидких кристаллах и сперва именовались дисинклинациями. Дальнейшие эксперименты показали наличие данного явления и в других структурах. За исследования в области кристаллографии первооткрыватель был награждён медалью Королевского Общества.

## Применение
Теория дисклинаций объясняет пентагональную псевдосимметрию в некоторых кристаллитах. Использование дисклинации может быть полезно при описании работы элементов биологических структур.